# Evil Dead Burn
Pour les articles homonymes, voir Evil Dead et Burn.
Série Evil Dead
Evil Dead Rise
(2023)
Pour plus de détails, voir Fiche technique et Distribution.
Evil Dead Burn est un film américain réalisé par Sébastien Vaniček et dont la sortie est prévue en 2026. Il s'agit du sixième film de la franchise Evil Dead créée par Sam Raimi.

## Fiche technique
Sauf indication contraire, les informations mentionnées dans cette section peuvent être confirmées par les bases de données cinématographiques IMDb et Allociné,  présentes dans la section « Liens externes ».
- Titre original : Evil Dead Burn
- Réalisation : Sébastien Vaniček
- Scénario : Sébastien Vaniček et Florent Bernard, d'après les personnages créés par Sam Raimi
- Musique : N/A
- Décors : Nick Connor
- Costumes : N/A
- Photographie : Philip Lozano
- Montage : N/A
- Production : Sam Raimi et Robert Tapert

Producteurs délégués : Romel Adam, Bruce Campbell, Jose Cañas et Lee Cronin
- Sociétés de production : Screen Gems, New Line Cinema et Ghost House Pictures
- Société de distribution : Warner Bros. Pictures (États-Unis), Metropolitan Filmexport (France)
- Budget : N/A
- Pays de production :  États-Unis
- Langue originale : anglais
- Format : couleur
- Genre : anglais
- Dates de sortie[1] : Dates sujettes à modification
  - France : 22 juillet 2026
  - États-Unis : 24 juillet 2026

## Distribution
- Souheila Yacoub
- Hunter Doohan
- Luciane Buchanan
- Tandi Wright

## Production

### Genèse et développement
En février 2024, il est annoncé qu'un nouveau film dérivé de la franchise, après Evil Dead Rise, est en développement. Le Français Sébastien Vaniček est confirmé comme réalisateur. Il coécrit par ailleurs le scénario avec son collaborateur régulier, Florent Bernard.
Créateur de la franchise et réalisateur des trois premiers films, Sam Raimi a choisi le jeune cinéaste français après avoir été impressionné par son premier long métrage, Vermines (2023). Malgré plusieurs sollicitations hollywoodiennes, Sébastien Vaniček avoue avoir été séduit par ce projet de Sam Rami et Ghost House Pictures qui lui laisse une liberté artistique comme il l'explique en interview à Première : « L’équipe Ghost House avait une réelle envie de bosser avec moi, à ma manière. Et quand ils m'ont proposé de réfléchir à un film Evil Dead, j'ai posé mes exigences : tourner avec mes techniciens, faire la post-production en France, écrire le scénario... Ça tombait bien, c'était leur idée était que ce soit un film 100 % original, dont j'aurais la maîtrise totale. Sam Raimi est un producteur très protecteur de la vision des gens avec qui il travaille. » Il impose notamment la présence au scénario de Florent Bernard, son coauteur sur Vermines. Sébastien Vaniček déclare qu'il veut apposer sa propre patte sur la saga Evil Dead, à l'instar de James Cameron avec la saga Alien et son film Aliens, le retour (1986). Le jeune réalisateur explique avoir été motivé par Alexandre Aja, qui avait lui aussi collaboré avec Sam Rami et Ghost House Pictures. En décembre 2024, il est révélé que le film s'intitulera Evil Dead Burn et qu'il sera un spin-off de la saga principale.
Sam Raimi et Robert Tapert produisent le film via leur société Ghost House Pictures. Bruce Campbell (interprète d'Ash Williams dans la saga) et Lee Cronin (réalisateur du précédent film Evil Dead Rise) participent comme producteurs délégués.
En mai 2025, l'actrice suisse Souheila Yacoub est annoncée dans le rôle principal. Il est alors précisé que le film sera par ailleurs financé par New Line Cinema et Sony Pictures. Peu après, Hunter Doohan, Luciane Buchanan ou Tandi Wright rejoignent également la distribution.

### Tournage
Le tournage débute le 22 juillet 2025 en Nouvelle-Zélande,,,. Les prises de vues doivent durer jusqu'en octobre.

## Sortie et accueil
Evil Dead Burn sortira dans les salles américaines le 24 juillet 2026, distribué par Warner Bros. Pictures. Sony Pictures Entertainment se charge des droits à l'international, à l'exception du Royaume-Uni (StudioCanal) et la France (Metropolitan Filmexport.